# Villa du Parc-de-Montsouris
La villa du Parc-de-Montsouris est une voie du 14e arrondissement de Paris, en France.

## Situation et accès
La villa du Parc-de-Montsouris est une voie privée (fermée par une grille) située dans le 14e arrondissement de Paris. Elle débute au 8-12, rue Émile-Deutsch-de-La-Meurthe et se termine en impasse.

## Origine du nom
Cette voie porte ce nom en raison du voisinage du parc de Montsouris.

## Historique

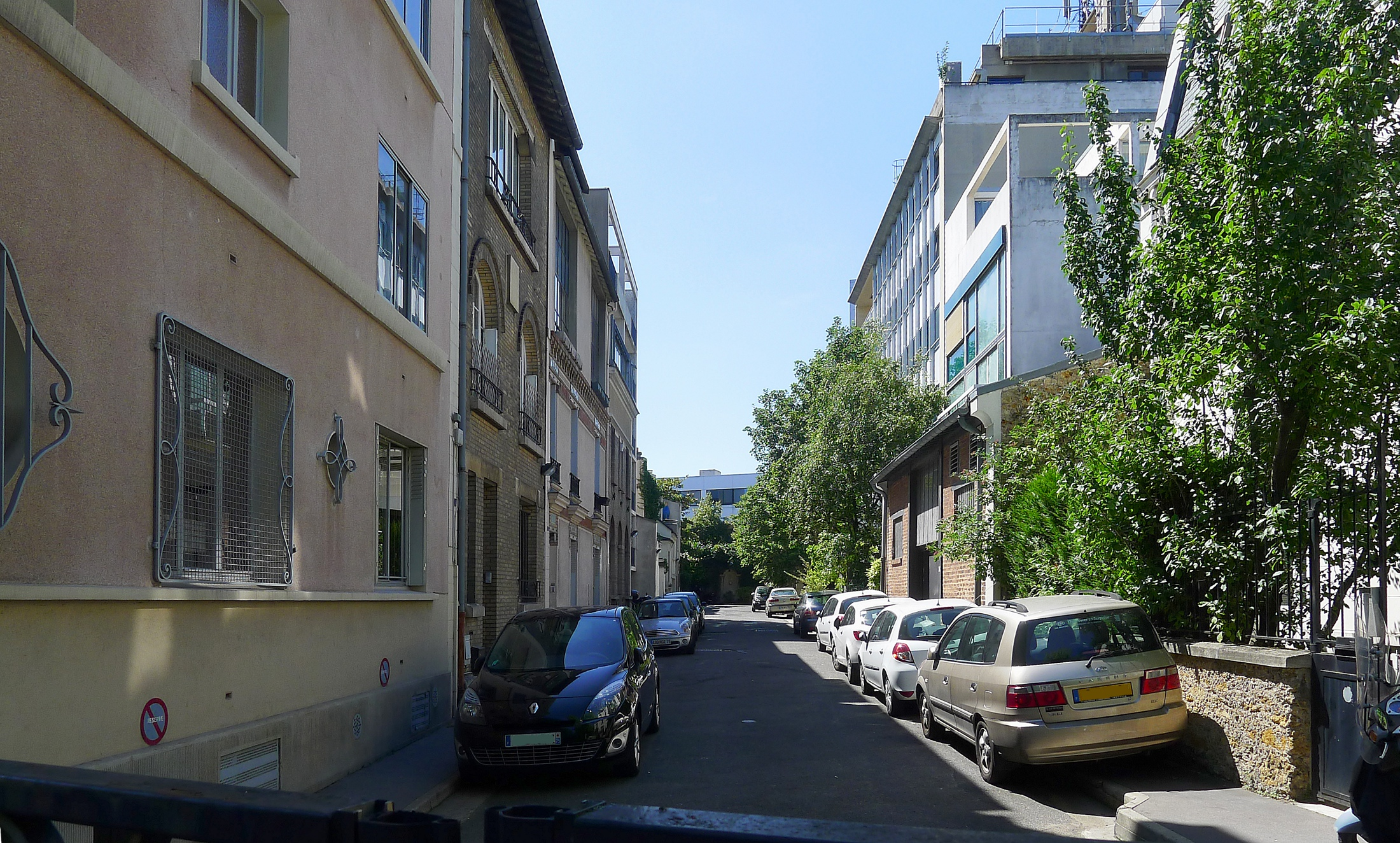
Autre vue de la villa.